# Патерсон Хајтс (Пенсилванија)
Патерсон Хајтс (енгл. Patterson Heights) град је у америчкој савезној држави Пенсилванија.

## Демографија
По попису из 2010. године број становника је 636, што је 34 (-5,1%) становника мање него 2000. године.
| Група             | 2000.       | 2010.       |
| Белци             | 642 (95,8%) | 607 (95,4%) |
| Афроамериканци    | 2 (0,3%)    | 5 (0,8%)    |
| Азијати           | 3 (0,4%)    | 1 (0,2%)    |
| Хиспаноамериканци | 9 (1,3%)    | 16 (2,5%)   |
| Укупно            | 670         | 636         |